# (38621) 2000 AG201
(38621) 2000 AG201 est un astéroïde troyen de Jupiter découvert en 2000.

## Description
(38621) 2000 AG201 a été découvert le 9 janvier 2000 à l'observatoire Magdalena Ridge, situé dans le comté de Socorro, au Nouveau-Mexique (États-Unis), par le projet Lincoln Near-Earth Asteroid Research (LINEAR).

### Caractéristiques orbitales
L'orbite de cet astéroïde est caractérisée par un demi-grand axe de 5,17 ua, un périhélie de 4,78 ua, une excentricité de 0,08 et une inclinaison de 14,01° par rapport à l'écliptique. Du fait de ces caractéristiques, à savoir un demi-grand axe compris entre 4,6 et 5,5 ua et un périhélie inférieur à 0,3 ua, il est classé, selon la JPL Small-Body Database, astéroïde troyen de Jupiter du camp troyen. Il est situé au point de Lagrange L4 du système Soleil-Jupiter.

### Caractéristiques physiques
(38621) 2000 AG201 a une magnitude absolue (H) de 12,1 et un albédo estimé à 0,260.